# Espaço: 1999
Space: 1999 (em português: Espaço: 1999) é uma série de televisão britânica de ficção científica dos anos 70, com duas temporadas. No episódio de estreia, passado no ano de 1999, dá-se uma explosão dos resíduos nucleares armazenados no lado oculto da Lua que provoca a saída da Lua da sua órbita, lançando-a para o espaço, com a Base Lunar Alfa e os seus 311 habitantes. Espaço: 1999, a última produção da dupla Gerry e Sylvia Anderson, foi, à época, a série mais cara produzida para a televisão britânica, com um orçamento total de 6,8 milhões de libras. A primeira temporada foi coproduzida pela ITC Entertainment e pela emissora italiana RAI, enquanto a segunda foi produzida exclusivamente pela ITC.
Com efeitos especiais considerados muito avançados, a série foi maioritariamente gravada nos estúdios cinematográficos de Pinewood, nos arredores de Londres. Embora Espaço: 1999 se tenha estreado em 1975, o primeiro episódio foi gravado em 1973. A série foi transmitida em 96 países, maioritariamente entre 1975 e 1979, alcançando grande popularidade mundial.

## Argumento

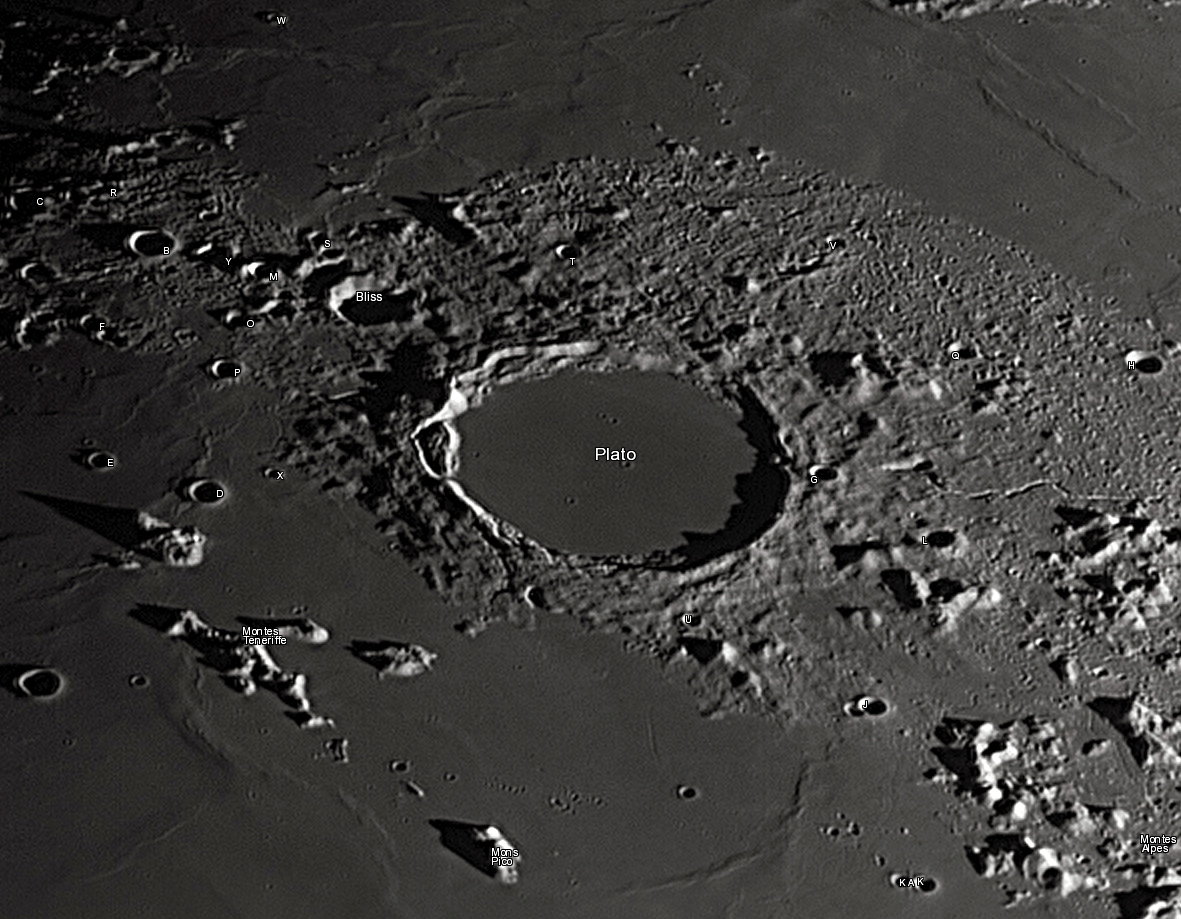
Cratera Platão no Mare Imbrium, local de implantação da Base Lunar Alfa, na série.

A série Espaço: 1999 teve duas temporadas, com 24 episódios cada. A premissa da série centra-se na difícil situação dos habitantes da Base Lunar Alfa, um centro de investigação científica localizado dentro da cratera Platão, no hemisfério norte da Lua. Ao longo dos anos anteriores, a humanidade havia acumulado uma quantidade extraordinária de resíduos nucleares, armazenada em vastos depósitos no lado oculto da Lua. No dia 13 de setembro de 1999, de forma inesperada, é detetada uma forma desconhecida de radiação eletromagnética, levando os resíduos acumulados a atingirem massa crítica, provocando uma colossal explosão termonuclear.
A força desmesurada desta explosão, funcionando como um enorme foguete propulsor, impulsiona a Lua para fora da órbita terrestre e em direção ao espaço profundo, lançando os 311 tripulantes de Alfa à sua sorte. A Lua descontrolada, na prática, torna-se a nave espacial na qual os protagonistas viajam em busca de um novo lar. Pouco depois de deixar o Sistema Solar, a Lua errante passa por um buraco negro e, posteriormente, por algumas deformações espaciais que a afastam cada vez mais da Terra, em direção às profundezas do espaço sideral.
Durante esta viagem interestelar, os membros da Base Lunar Alfa cruzam-se com uma série de civilizações alienígenas, sociedades distópicas e fenómenos alucinantes nunca antes vistos pela humanidade. Vários episódios da primeira temporada sugerem que a jornada da Lua teria sido influenciada (ou, até mesmo, iniciada) por uma força misteriosa e desconhecida que pretendia conduzir os habitantes de Alfa em direção a um determinado destino final. Na segunda temporada, no entanto, esta ideia deixou de ser enunciada, centrando-se os episódios em enredos mais voltados para a ação.

## Personagens principais
| Ator / atriz     | Personagem e função | Episódios em que participou | 1.ª temporada | 2.ª temporada |
| ---------------- | --- | --------------------------- | ------------- | ------------- |
| Barbara Bain     | Helena Russell; chefe do departamento médico.                                                                              | 48                          | Sim           | Sim           |
| Martin Landau    | John Koenig; comandante da Base Lunar Alfa.                                                                                | 47                          | Sim           | Sim           |
| Nick Tate        | Alan Carter; piloto-chefe; terceiro na linha de comando da base.                                                           | 45                          | Sim           | Sim           |
| Zienia Merton    | Sandra Benes; analista de dados.                                                                                           | 37                          | Sim           | Sim           |
| Anton Phillips   | Bob Mathias; médico adjunto.                                                                                               | 24                          | Sim           | Sim           |
| Barry Morse      | Victor Bergman; consultor científico sénior.                                                                               | 24                          | Sim           | Não           |
| Catherine Schell | Serva do Guardião de Piri (1.ª temporada, episódio 11). Maya; cientista com poderes de metamorfose (toda a 2.ª temporada). | 25                          | Sim           | Sim           |
| Prentis Hancock  | Paul Morrow; controlador da Missão Principal; segundo na linha de comando da base.                                         | 23                          | Sim           | Não           |
| Clifton Jones    | David Kano; técnico de operações informáticas.                                                                             | 23                          | Sim           | Não           |
| Tony Anholt      | Tony Verdeschi; chefe da segurança e controlador do Centro de Comando; segundo na linha de comando da base.                | 23                          | Não           | Sim           |
| Suzanne Roquette | Tanya Alexander; técnica de operações da base.                                                                             | 19                          | Sim           | Não           |
| John Hug         | Bill Fraser; piloto. | 9                           | Não           | Sim           |
| Yasuko Nagazumi  | Yasko; analista de dados.                                                                                                  | 8                           | Não           | Sim           |

## Produção

### Conceção e produção inicial
Espaço: 1999 foi a primeira tentativa, desde o final de Star Trek, em 1969, de produzir uma série de ficção científica semanal em grande escala, indo buscar inspiração visual e know-how técnico ao clássico de Stanley Kubrick, 2001: Uma Odisseia no Espaço. A isto não será alheio o facto de o diretor de efeitos especiais de Espaço: 1999, Brian Johnson, ter trabalhado em 2001: Uma Odisseia no Espaço, bem como na série infanto-juvenil de ficção científica Thunderbirds, produzida pelo casal Sylvia e Gerry Anderson. A ideia por detrás do projeto de Espaço: 1999 evoluiu de outra série também produzida pelo casal, UFO, cuja segunda temporada — nunca concretizada — se desenrolaria numa grande base lunar.

### Efeitos especiais
Os veículos da série — tal como a nave transportadora Águia e o carro lunar — foram criados com uma mistura de adereços em tamanho real e modelos detalhados à escala. O designer Martin Bower foi o responsável pela criação de dezenas de modelos — em vários tamanhos, conforme a utilização pretendida —, não só dos veículos da Base Lunar Alfa, como também das várias naves alienígenas.
Em vez de recorrer ao processo de chroma key (também conhecido por tela verde), prática corrente, por exemplo, na série original de Star Trek, Brian Johnson, o diretor de efeitos especiais, optou por filmar as naves espaciais e os planetas contra um fundo negro, rebobinando a câmara para cada elemento sucessivo. Esta técnica simples, que remonta aos primórdios dos efeitos especiais no cinema, produz resultados bastante convincentes, desde que os vários elementos não se sobreponham. Em termos técnicos, a vantagem era que todos os elementos ficavam registados no negativo original, evitando as duplicações que ocorrem quando se opta pelo chroma key. A desvantagem era que o número de ângulos possíveis era mais limitado. Por exemplo, uma nave espacial podia ser vista a aproximar-se de um planeta de lado, mas não podia mover-se à sua frente.
A série foi gravada nos estúdios L e M de Pinewood, que mediam 27 m × 32 m, com uma medida do chão à grelha superior a 9 m. Para a primeira temporada, o estúdio L albergou os cenários permanentes, tais como a Missão Principal, o interior de uma nave Águia, o tubo de viagem e uma secção de corredor da base. Devido ao espaço limitado do estúdio, outros cenários representando outros interiores da Base Lunar Alfa, tal como o Centro Médico, só eram montados quando necessário. Por seu lado, o estúdio M era polivalente, sendo usado para exteriores de planetas, interiores de naves espaciais alienígenas e o tudo o resto que fosse necessário para um determinado episódio. Keith Wilson, responsável pela cenografia, recorreu a um método rápido e barato de construir os cenários da base lunar, usando placas de espuma rígida de poliuretano de 120 por 240 cm que eram unidas na configuração de sala necessária, como se fossem peças de Lego, criando uma aparência uniforme e realista dos interiores da base Alfa.
Na segunda temporada, os interiores da base lunar Alfa foram melhorados. Como foram produzidos mais painéis, foi possível criar no estúdio L um complexo permanente de cenários interligados, com a instalação duradoura de várias salas. Os equipamentos de aspeto futurista, típicos da ficção científica, tornaram-se também bastante mais comuns na segunda temporada. Por exemplo, o banal estetoscópio da Dr.ª Helena foi substituído por um pequeno scanner médico que tudo diagnosticava, à semelhança do tricorder médico do Dr. McCoy, em Star Trek.

### Guarda-roupa
O estilista austríaco Rudi Gernreich, amigo pessoal da estrela da série Barbara Bain, foi o responsável pela criação dos uniformes unissexo Moon City da primeira temporada. No entanto, na segunda temporada, os uniformes da Base Lunar Alfa foram alterados, sendo acrescentadas golas, costuras decorativas coloridas, bem como vários emblemas e remendos. Também os casacos vermelhos, azuis-marinhos e verde-escuros, cujo uso estava, inicialmente, limitado ao pessoal sénior, passaram a ser de uso corrente. As personagens femininas, em vez das calças largas usadas na primeira temporada, passaram a trajar saias e botas até ao joelho. Os fatos da segunda temporada foram desenhados por Emma Porteous que, mais tarde, foi também responsável pelo guarda-roupa de vários filmes da série James Bond.

### Banda sonora
A componente musical da primeira temporada ficou a cargo de um colaborador de longa data de Anderson, Barry Gray, que, nos temas principais, recorreu a uma orquestra de 52 músicos, reforçando o ambiente cinematográfico da série. Os créditos de abertura eram acompanhados por uma composição musical dramática composta por Gray, cujas partituras foram as últimas que compôs para uma produção de Anderson. Gray foi responsável pela música de cinco episódios: "Breakaway", "Matter of Life and Death", "Black Sun", "Another Time, Another Place" e "The Full Circle". Vic Elmes criou uma partitura completamente eletrónica para "Ring Around the Moon" e Big Jim Sullivan executou uma composição original de cítara para "The Troubled Spirit".
Como, para a segunda temporada, o produtor americano Fred Freiberger pretendia uma banda sonora mais "dinâmica e intensa", recorreu ao músico de jazz e compositor Derek Wadsworth. Para além do novo tema musical, que era mais sintetizado do que o tema da primeira série, Wadsworth também compôs músicas originais para os episódios "The Metamorph", "The Exiles", "One Moment of Humanity", "The Taybor" e "Space Warp". Várias destas músicas foram reutilizadas noutros episódios.

### Primeira temporada
A gravação do primeiro episódio, intitulado "Breakaway", iniciou-se em dezembro de 1973 sob a direção de Lee H. Katzin, estendendo-se por 25 dias, muito além dos dez inicialmente previstos. O resultado foi material em excesso, com a primeira edição do episódio inicial a exceder as duas horas, o que levou Gerry Anderson a supervisionar de perto uma remontagem, reduzindo-o para os cerca de 50 minutos pretendidos.
Programados para serem gravados em doze meses, os 24 episódios levaram quinze meses para serem concluídos, com a produção a enfrentar uma série de dificuldades. Muitos dos atrasos foram devidos ao facto de, apesar da série ser gravada em Inglaterra, os guiões de cada episódio terem de ser submetidos a aprovação em Nova Iorque. Para além de levar a perdas de tempo, esta prática foi responsável por desentendimentos frequentes, levando alguns argumentistas britânicos à demissão.
Compromissos assumidos pela ITC Entertainment com o seu parceiro RAI, obrigaram à inclusão de atores italianos convidados em quatro dos episódios produzidos: "The Troubled Spirit", "Space Brain", "Dragon's Domain" e "The Testament of Arkadia". Com a gravação das últimas cenas de "The Last Enemy", as filmagens deram-se por concluídas em 28 de fevereiro de 1975.
A primeira temporada contou com um orçamento total de cerca de 2,8 milhões de libras.

### Segunda temporada
Em dezembro de 1975, com o objetivo de reforçar o apelo junto ao público norte‑americano, Fred Freiberger foi nomeado produtor e argumentista principal. Introduziu mudanças no argumento, optando por enredos mais dinâmicos e adotando a grafia do inglês americano. Também escreveu três episódios, sob o pseudónimo Charles Woodgrove. A segunda temporada foi caracterizada por uma orientação mais voltada para a ação, contrastando com o tom mais filosófico e contemplativo da primeira série.
O guião do primeiro episódio da segunda temporada, que abordava o encontro dos membros da base Alfa com o instável mentor do planeta Psychon e o seu computador Psyche, foi reescrito para incluir uma nova personagem: Maya. O episódio produzido a partir deste guião foi intitulado "The Metamorph". A produção começou em 26 de janeiro de 1976 e a duração prevista para a conclusão de todos os episódios era de apenas dez meses.
Além da personagem alienígena Maya, interpretada por Catherine Schell, muitas outras alterações foram feitas na segunda temporada. A mudança mais visível foi a ausência do Professor Bergman, personagem representada pelo ator anglo-canadiano Barry Morse. O papel de cientista na base Alfa acabou por ser preenchido por Maya, com conhecimentos científicos muito além dos dominados pelos humanos. A sua personagem foi concebida para contribuir com uma visão externa do comportamento humano, à semelhança do personagem Mr. Spock em Star Trek. Maya partilhava a abordagem lógica de Spock na resolução de problemas, mas diferia por ser uma mulher atraente e emotiva. Mas, mais importante do que tudo o resto, eram as suas habilidades de metamorfose, com o poder de "transformação molecular", que lhe permitiam converter-se em qualquer ser vivo, mas apenas durante uma hora. A atriz Catherine Schell já havia participado, como convidada especial, como a Serva do Guardião no episódio "Guardian of Piri", da primeira temporada.
As relações entre o novo produtor Freiberger e os veteranos da primeira temporada foram, muitas vezes, tensas. Landau reclamou das histórias que considerou superficiais ou absurdas em comparação com as da primeira série. Johnny Byrne referiu que, apesar de Freiberger ser um bom homem e um bom produtor, não foi bom para a série. Ele havia conseguido uma segunda temporada para o Espaço: 1999, mas as mudanças que implementou não beneficiaram a série.
A segunda temporada contou com um orçamento total de cerca de 4 milhões de libras.

### Possibilidade de uma terceira temporada
Os produtores e os estúdios pretendiam continuar a série com uma terceira temporada. Por razões orçamentais, esta seria mais curta do que as duas anteriores, com apenas 13 episódios. Como Maya foi considerada uma personagem de sucesso, também chegou a ser equacionada a possibilidade de se vir a avançar com uma spinoff.
No entanto, quando as filmagens da segunda temporada chegaram ao fim, tornou-se evidente que a série não teria continuidade. A ideia de uma nova série, tendo a Maya como personagem principal, também foi abandonada. De acordo com declarações de Martin Landau em Space: 1999/UFO – The Documentaries, a determinação de não continuar a série não teve a ver com as audiências, que eram boas, mas sim com a decisão do empresário Lew Grade, um dos grandes financiadores de Espaço: 1999, em redirecionar o financiamento para novos projetos cinematográficos, designadamente para a longa-metragem Raise the Titanic.

## Exibição
A estreia mundial de Espaço: 1999 ocorreu em 4 de setembro de 1975, no Reino Unido. Entre 1975 e 1979, a série foi emitida em 96 países, alcançando uma popularidade mundial.

### Reino Unido
Série de produção britânica, Espaço: 1999 começou a ser emitida no Reino Unido, na rede ITV, a partir de 4 de setembro de 1975. No entanto, a sua transmissão não ocorreu simultaneamente em todo o país. Diferentes regiões britânicas exibiram a série em datas e horários distintos. A segunda temporada, por seu lado, começou a ser emitida a 4 de setembro de 1976, novamente com variações regionais e, em alguns casos, com vários anos de atraso — por exemplo, no País de Gales a segunda temporada só foi transmitida em 1984 e apenas parcialmente. A nível de todo o Reino Unido, a série só foi integralmente transmitida pela primeira vez em 1998, na BBC Two. Desde então, foi repetida em diversos canais (como ITV4, Legend e ForcesTV) e disponibilizada em plataformas digitais como BritBox. Desde janeiro de 2023, pode ser vista gratuitamente no ITVX.

### Estados Unidos
Nos Estados Unidos, nenhuma das três grandes redes de televisão nacionais mostrou interesse em adquirir uma série de 24 episódios já completamente finalizada e sobre a qual não tinham qualquer controlo criativo. A ITC levou uma grande campanha promocional da série, destacando o elevado orçamento da série (três milhões de libras ou 6,5 milhões de dólares americanos, conforme a taxa de câmbio da época), apelidando-a de "The Six-and-a-Half Million Dollar Series", numa alusão à popular série The Six Million Dollar Man. Os atores protagonistas Martin Landau e Barbara Bain participaram em sessões promocionais em várias cidades. No entanto, perante o desinteresse das grandes cadeias, a ITC decidiu vender os episódios diretamente a estações locais de televisão em regime de redifusão (syndication). Em setembro de 1975, quando a série estava a começar a ser exibida no Reino Unido, 155 estações locais de televisão americanas também já a tinham adquirido. Algumas das quais acabaram por preterir a sua programação habitual em favor desta nova série de ficção científica, captando muito público jovem.

### Países lusófonos
A série Espaço: 1999 foi emitida com sucesso em Angola, no Brasil e em Portugal.

#### Angola
Em Angola, a primeira temporada da série só começou a ser exibida aos telespectadores angolanos em 1985, já com emissão a cores, na versão original, com legendas em português, no canal estatal TPA.
A segunda temporada foi exibida em Angola na década de 1990. Disponível em Angola desde 2015, c canal português SIC Radical passou a série completa em 2023.

#### Brasil
No Brasil, a primeira temporada de Espaço: 1999 começou a ser exibida em 1976, às quintas-feiras à noite. Os episódios da segunda temporada foram exibidos cerca de dois anos mais tarde, mas sob o nome de Terror no Espaço, omitindo o logotipo Espaço: 1999. Ao contrário do que aconteceu em muitos países, no Brasil, a série não teve reposições nos anos seguintes.
Na década de 1980, foram disponibilizadas compilações em VHS – Sol Negro, Ataque Alienígena e A Princesa Cósmica –, mantendo-se a omissão da designação Espaço: 1999.

#### Portugal
Em Portugal, a série Espaço: 1999 alcançou um enorme sucesso, imediatamente após a sua estreia, a 9 de outubro de 1976, um sábado à noite, em horário nobre.
A estação estatal RTP – à época, o único canal de televisão em Portugal – já tinha exibido alguns filmes e séries de ficção científica nas décadas de 1950 e 1960 (nomeadamente, O Homem Invisível, A Quinta Dimensão, Viagem ao Fundo do Mar), bem como algumas das séries de marionetas de Gerry Anderson (Thunderbirds, Capitão Scarlet). No entanto, Star Trek, por exemplo, nunca tinha sido exibido na televisão, pelo que Espaço: 1999 deslumbrou o público português.
No continente, os 24 episódios da primeira temporada foram exibidos todos os sábados à noite, entre 9 de outubro de 1976 e 26 de março de 1977, apenas com interrupção no Dia de Natal, 25 de dezembro de 1976. A segunda temporada começou a ser exibida no I Programa da RTP no dia 6 de agosto de 1977, prolongando-se até 27 de janeiro de 1978. Todos os episódios desta temporada foram exibidos aos sábados à noite, exceto os quatro últimos episódios que passaram sexta à noite. Na Madeira, a série foi transmitida pela RTP Madeira, começando com a primeira temporada a ser exibida entre 16 de outubro de 1976 e 2 de abril de 1977, e a segunda entre 11 de agosto de 1977 e 27 de janeiro de 1978. Todos os episódios, de ambas as temporadas, passaram em Portugal em versão original, legendados em português.
A série teve várias reposições na televisão portuguesa ao longo dos anos:
- Após a adoção da televisão a cores no país, a série voltou a passar na então chamada RTP1: a primeira temporada, ao final da tarde de sábado, entre 12 de março[25] e 11 de setembro de 1983[26]; enquanto a segunda temporada, passou ao final da tarde de domingo, no então renomeado Canal 1, entre 28 de janeiro e 5 de agosto de 1990. A primeira temporada foi novamente transmitida na RTP Madeira entre 9 de abril e 24 de setembro de 1983, e a segunda entre 5 de maio e 17 de novembro de 1990.[24]
- Episódios da primeira temporada foram transmitidos pela RTP2, no programa Agora Escolha, entre 13 de outubro de 1986 e 3 de setembro de 1988.[24]
- A SIC Radical transmitiu a série completa entre 10 de janeiro e 9 de dezembro de 2006, e novamente entre 14 de abril de 2023 e 14 de julho de 2024.[24]
- As duas temporadas foram transmitidas na RTP Memória entre 30 de maio de 2011 e 2012.[24]

O filme Destination: Moonbase Alpha estreou na RTP1 a 9 de março de 1983. Na RTP Madeira, foi transmitido no dia 30 do mesmo mês e ano.
Em 1999, foram realizadas as seguintes exibições para homenagear a série:
- Os filmes Destination: Moonbase Alpha, Alien Attack e Journey Through the Dark Sun, nas versões originais e sem legendas em português, foram projetados no Fantasporto nos dias 21, 23, e 25 de fevereiro, respetivamente.[24]
- A 12 de setembro, Alien Attack foi exibido no Planetário de Lisboa.[24]

A série teve as seguintes edições em home vídeo no mercado português:
- Os filmes Cosmic Princess e Journey Through the Black Sun foram editados em VHS pela Turil a 16 de março e 13 de maio de 1988, respetivamente.[27]
- A série foi editada em DVD pela Prisvideo em 2003. A caixa da primeira temporada foi lançada a 23 de outubro, enquanto que a da segunda foi a 27 de novembro.[28]
- Os filmes Destination: Moonbase Alpha, Alien Attack, Cosmic Princess e Journey Through the Black Sun foram editados em DVD numa caixa única pela Prisvideo a 16 de setembro de 2004.[29]
- A série foi novamente editada em DVD pela Prisvideo, com ambas as temporadas numa só caixa, a 3 de julho de 2010.[28]

Nas diversas transmissões, alguns dos episódios tiveram os seus títulos traduzidos de forma diferente. Por exemplo, o sétimo episódio da primeira temporada, cujo título original é "Missing Link", teve as seguintes traduções: "O Elo Necessário" (RTP 1976-1977), "O Elo da Cadeia" (edição em DVD 2003 e SIC Radical 2006), "O Elo Perdido" (RTP Memória 2011-2012), "Elo em Falta" (SIC Radical 2023-2024).
Para as transmissões e edições mais recentes, a série Espaço: 1999 foi traduzida e legendada pelas seguintes pessoas e entidades:
- Pela empresa CristBet, usando a mesma tradução tanto para a edição em DVD da Prisvideo como para a transmissão da SIC Radical de 2006.[31][32]
- Por Teresa Ferreira Silva, da RTP - Produções, para a transmissão da RTP Memória, em 2011-2012.[32]
- Pelos Estúdios PSB, para a transmissão da SIC Radical de 2023 e 2024.[32]

### Outros países
Adotando a designação de Espaço: 1999 em português, noutras línguas e noutros países, a série Space: 1999 ficou conhecida por diversos nomes. Na Alemanha: Mondbasis Alpha 1; em Espanha: Espacio: 1999; em Itália: Spazio: 1999; em França, na Argentina e no Chile: Cosmos: 1999; na Dinamarca: Moonbase alfa; na Suécia: Månbas Alpha 1999; na Polónia: Kosmos 1999; na Finlândia: Avaruusasema Alfa; na África do Sul: Alpha 1999. A série alcançou, também, grande popularidade na Bélgica, no Canadá, na Grécia, no Japão, na Malásia, no México, nos Países Baixos, em Taiwan e na Turquia.

## Filmes de compilação
Em Itália, um ano antes da série ser transmitida na televisão, foi produzida uma coletânea intitulada Spazio 1999 (o título em italiano da série). Foi lançada em 14 de janeiro de 1975, reunindo cenas dos episódios "Breakaway", "Ring Around the Moon" e "Another Time, Another Place", acompanhadas por uma banda sonora do famoso compositor Ennio Morricone.
Já depois da transmissão das duas temporadas da série, foram lançadas quatro longas-metragens reunindo vários episódios para exibição nas salas de cinema: Destination Moonbase Alpha (1978), Alien Attack (1979), Journey Through the Black Sun (1982) e Cosmic Princess (1982). Alien Attack, apesar de ser o segundo desses filmes a ser lançado, foi uma expansão do episódio piloto da série. Os diversos filmes incluíam algumas imagens não mostradas na série televisiva: Alien Attack, por exemplo, incluía novas cenas na Terra.

## "Message from Moonbase Alpha"
Gravado em agosto de 1999, Message from Moonbase Alpha é uma curta-metragem de sete minutos que apresenta a atriz Zienia Merton, no seu papel de Sandra Benes, a transmitir uma mensagem final para a Terra, como último membro da tripulação ainda na Base Lunar Alfa, enquanto se dá o êxodo maciço para um planeta habitável, Terra Alfa.
O mini-episódio foi filmado numa réplica da secção técnica da Base Lunar Alfa, recorrendo a adereços originais da série, como a mesa do Centro de Comando de Koenig e o uniforme usado na segunda temporada. Com a permissão dos (então) proprietários de direitos autorais, Carlton Media International, o filme inclui breves clipes de vários episódios e imagens não utilizadas anteriormente, ilustrando a evacuação da base e cenas da vida em Alfa. Este mini-episódio deu à série a conclusão que nunca teve na sua exibição inicial. Vinte e cinco anos após os eventos de "Breakaway", o comandante Koenig e Maya são referidos durante a mensagem de Sandra. A mensagem termina com Sandra Benes a fechar os sistemas operacionais de Alfa e a transmitir a mensagem – que acaba com o mesmo sinal misterioso recebido pouco antes dos eventos de "Breakaway".
A curta-metragem foi exibida pela primeira vez no "Space: 1999 Breakaway Convention" em Los Angeles, EUA, no dia 13 de setembro de 1999 – o dia exato em que os eventos do primeiro episódio da série deveriam ocorrer.

## Tentativas de ressurgimento da série
Na mesma altura em que Message from Moonbase Alpha estava a ser filmada, Johnny Byrne e Christopher Penfold tentaram reviver a marca com uma série de filmes, à semelhança de como a série televisiva Star Trek havia sido revivida cinematograficamente, no final da década de 1970. O argumento do primeiro filme andaria à volta de um regresso à Base Luna Alfa, vários anos após o fim da série, que se apresentava completamente redesenhada e bastante mais sofisticada. Este projeto, no entanto, acabou por nunca avançar.
Em fevereiro de 2012, uma nova série, a ser chamada Space: 2099, foi anunciada como uma sequela da série original e foi planeada para ser feita pela ITV Studios America, em conjunto com a HD Films. Em 15 de agosto de 2018, Brian Johnson, diretor de efeitos especiais da série original, anunciou que o reboot estava a caminho da produção no Reino Unido, aguardando-se a "confirmação do acordo". Este projeto também nunca avançou.

## Romances, jogos e brinquedos
Os diversos episódios da série – e outras histórias criadas posteriormente – foram adaptados a romances, publicados após 1999. Nos anos em que a série esteve em exibição, também foram criadas várias publicações de banda desenhada, bem como coleções de cromos. Depois de 1999, muitas dessas histórias originais aos quadradinhos foram revistas e reimpressas, em conjunto com novas histórias. Nos EUA, foram gravadas adaptações de série em áudio, dirigidas ao público mais jovem.
A Mattel criou uma linha de brinquedos ligada à série televisiva, incluindo um modelo da nave espacial Águia 1. Lançado em 1976, o Águia tinha cerca de 80 cm de comprimento e 30 de largura, feito principalmente de plástico moldado por injeção, com uma série de peças e acessórios.
Outros modelos do Águia, com cerca de 30 cm, foram criados pela Model Products Corporation (MPC), nos EUA, e pela Airfix, na Europa. A Dinky Toys também lançou várias naves Águia de metal fundido, com diferentes cores e características. Lançadas a partir de 1975, tinham aproximadamente 23 cm de comprimento e vinham em metal de cor verde, branca ou azul com frisos de plástico e diferentes seções de módulo para cada cor.
Em 1975, Palitoy, no Reino Unido, lançou várias figuras de ação de 20 cm, incluindo John Koenig, Paul Morrow e Alan Carter, juntamente com dois personagens alienígenas vistos na série.
Várias empresas lançaram jogos de tabuleiro, ao longo da segunda metade da década de 1970. A Omnia lançou o seu jogo de tabuleiro no Reino Unido e na Dinamarca; a Milton Bradley lançou um nos EUA; a Clementoni lançou um jogo de tabuleiro na Itália; a Yuma lançou outro na Turquia, uma adaptação do jogo de tabuleiro Star Wars - Escape from the Death Star.
Em julho de 2024, a Modiphius Entertainment anunciou o lançamento de um RPG para coincidir com o 50.º aniversário da série, em 2025.